# Yinghong
Yinghong är en köping i sydöstra Kina. Den ligger i Yingde i staden Qingyuan i provinsen Guangdong, omkring 130 kilometer norr om provinshuvudstaden Guangzhou. Antalet invånare är 28 119. Befolkningen består av 13 656 kvinnor och 14 463 män. Barn under 15 år utgör 21,0 %, vuxna 15-64 år 67 %, och äldre över 65 år 11,0 %.